# 宇宙友好協会
宇宙友好協会（うちゅうゆうこうきょうかい、英: Cosmic Brotherhood Association、通称：CBA）は、かつて存在した日本のUFO研究団体。

## 概要

### 初期
1957年（昭和32年）8月、航空ジャーナリストの松村雄亮によって設立される。設立には久保田八郎、小川定時、橋本健らが参加した。
当時の活動内容は、その「友好」という名が示す通り、空飛ぶ円盤（およびその搭乗者である宇宙人）との接触と交流を目的としており、テレパシーで空飛ぶ円盤に呼びかける観測会を開いていた。中でも1959年（昭和34年）6月27日の観測会は7月1日にラジオ東京で放送されている。その「空飛ぶ円盤観測会」には、三島由紀夫も参加したことがあった。
ちなみにUFOコンタクトでの「ベントラ」という掛け声（アメリカ合衆国のジョージ・ヴァン・タッセルが主張する「宇宙語で宇宙船を意味する語」）を日本で広めたのはこの団体である。
彼らが一般の支持を集めた背景として、先行する諸団体が未確認飛行物体の科学的な実証を主活動にしていたため、一般の空飛ぶ円盤ファンの受け皿にはなりえなかったことがある。
しかし、創立者の松村が宇宙人とのコンタクト成功を主張し始めた1959年（昭和34年）頃より、彼を「種子」と呼び神格化するカルトと化してゆく。

### 「リンゴ送れ、C」事件
松村は1960年（昭和35年）から1962年（昭和37年）の間にポールシフトとそれに伴う大洪水が起こるという終末論を主張するようになる。その際には、会員とその家族の元には「リンゴ送れ、C」というメッセージが届き、それを受け取ったらあらかじめ指示された地点に集合するよう通達がなされた（Cは、カタストロフィ（catastrophe）の頭文字である）。そこで彼らは飛来したUFOによって救済されるのだとされた。
しかし1960年（昭和35年）1月、この情報が平野威馬雄によってマスコミに漏れ、一大スキャンダルとなる。この結果、3月に松村はいったんは会長を辞任したが、この騒動が原因でジョージ・アダムスキー信奉派であった久保田が本協会から脱退して、日本GAPを結成。さらに内部抗争が続いて退会者が相次ぎ、再び松村は代表に復帰した。
CBAの終末論への批判が空飛ぶ円盤愛好家全般に及ぶことを恐れた他の団体と対立が深まった。現在でもなおこの事件は「日本UFO史の暗部」とみなされており、超常現象研究家などからはCBAそのものの存在が「なかったこと」にされている。
CBAはカルト色をいっそう強め、反天皇制を主張し、宗教団体「生長の家」とも対立するようなり、被害妄想的な陰謀論を主張するようになる。

### ハヨピラ建設
「リンゴ送れ、C」事件と、終末予言そのものが外れたことから、CBAは思想や活動の新たな主軸として古代宇宙飛行士説を唱えるようになる。
その象徴的な事業として、1964年（昭和39年）、彼らが宇宙人であったと考えるアイヌの神オキクルミを称えるモニュメントやピラミッド型祭壇を備えた記念公園「ハヨピラ」を北海道平取町に建設することを計画する。建設を業者に発注するのではなく、会員自らによって設計や土木作業そのものまでが行われたため、非常に難航した。1967年（昭和42年）の完成後、松村の発病もあり、CBAは活力を失い消滅した。その後の松村の消息は不明だが、2000年頃に京都のキリスト教団体に身を寄せて亡くなったという証言がある。
なお、ハヨピラは土地を寄贈された平取町によって一時自然公園として利用されていたが、現在では立入禁止となっている。1980年代にバラエティ番組『探偵!ナイトスクープ』で朽ち果てた姿が紹介されている。なお、『トンデモ本の世界R』では「取り壊されてしまったようである」とされているが、2019年現在もなお施設の一部が現存している。遠望も可能。